# Вакцинація проти COVID-19 у Коста-Риці
Вакцинація проти COVID-19 у Коста-Риці — це кампанія масової імунізації населення Коста-Рики проти COVID-19 під час пандемії коронавірусної хвороби. Вакцинальна кампанія в країні розпочалася 24 грудня 2020 року, та здійснюється Фондом соціального страхування Коста-Рики. Цільове населення, яке підлягало вакцинації, становило 4274384 особи.
Станом на 5 жовтня 2021 року в країні введено 5760293 дози вакцини, з них 3470013 — перші дози (81,1 % населення, яке підлягає вакцинації), та 2290280 других доз (53,5 % населення, яке підлягає вакцинації).

## Історія
У Коста-Риці засновано міжвідомчу комісію у складі міністерства охорони здоров'я, Фонду соціального страхування Коста-Ріки (CCSS) і міністерства закордонних справ і культу для аналізу прогресу в дослідженні 6 вакцин, розроблених AstraZeneca, Pfizer, Sinovac, Sinopharm, Moderna та російської розробки «Спутник V», усі вони на той момент були у ІІІ фазі клінічних досліджень. Комісія отримала технічну та матеріально-технічну інформацію від кожної з компаній-розробників, і, як зазначив 10 вересня тимчасовий міністр охорони здоров'я Педро Гонсалес, стратегія полягала в тому, щоб проаналізувати вакцини, які перебували на найбільш просунутій стадії дослідження, зробити технічну аналіз того, що вони вже опублікували, провести аналіз ймовірної дати розповсюдження, щоб вибрати одну або кілька можливостей і домовитися з виробниками про вакцину.
У понеділок, 21 вересня 2020 року, уряд оголосив, що виділить 7,2 мільярда колонів (11,65 мільйонів доларів США) на закупівлю вакцини проти COVID-19 як перший аванс, коли вакцини будуть доступні на міжнародному ринку. Крім того, що ресурси будуть включені в третій надзвичайний бюджет, який того ж дня буде представлено Законодавчій асамблеї, зокрема в пунктах міністерства охорони здоров'я, для їх подальшої передачі до Національної комісії з надзвичайних ситуацій, враховуючи, що ця установа має більш оперативні механізми закупівель. Ресурси для закупівлі вакцини надходили від заощаджень відсотків на управління внутрішнім і зовнішнім боргом, а також від кредитів, схвалених Законодавчими зборами. Крім того, того дня було зазначено, що, оцінюючи терміни доставки вакцини, в першу чергу будуть вакциновані групи ризику та працівники служб екстреного реагування; що визначення вразливої групи населення здійснюватиметься згідно з рішенням Національної комісії з вакцин; і що вакцини, про які була отримана інформація, призначені для осіб старших 18 років.
25 вересня 2020 року уряд оголосив про приєднання до програми Всесвітньої організації охорони здоров'я COVAX, яка обіцяла забезпечення вакцинами для 20 % населення Коста-Рики. Згідно з офіційною заявою, щоб зареєструватися в програмі, країна мала зробити перший аванс у розмірі 6316560 доларів США протягом жовтня місяця, що відповідає 30 % від середньозваженої ціни за дозу, встановленої COVAX (10,55 доларів США).
1 жовтня 2020 року уряд оголосив, що підписав угоду з фармацевтичним консорціумос Pfizer-BioNTech про постачання країні її кандидата на вакцину BNT162b2. За словами представника уряду, угода залежала від успіху клінічних досліджень і регуляторного схвалення біологічного препарату на основі мРНК, і в угоді йшлося про 3 мільйони доз для охоплення 1,5 мільйона осіб. Ттого дня уряд оголосив, що не може розкривати фінансові деталі угоди, враховуючи комерційну конфіденційність, яку вимагав фармацевтичний консорціум. Того ж дня було сказано, що закупівля вакцин здійснюватиметься через національний надзвичайний фонд, як виняток, дозволений національним законом про надзвичайні ситуації, і що поставки здійснюватимуться поступово протягом 2021 року, починаючи з першого кварталу 2021 року.
12 листопада 2020 року міністерство охорони здоров'я та національна комісія з надзвичайних ситуацій повідомили, що Коста-Рика підписала контракт з AstraZeneca на постачання одного мільйона доз її кандидата на вакцину проти COVID-19 AZD1222, розробленої спільно з Оксфордським університетом. Вказаний мільйон доз охопить півмільйона осіб, тому що на кожну людину потрібно дві дози вакцини. Відповідно до заяви того дня, вакцина буде доступна з першого кварталу 2021 року, якщо клінічні випробування будуть успішними та можуть бути схваленими регуляторними органами. Також повідомлялося, що кожна доза матиме собівартість 4 долари, це ціна, яка не включає додаткові витрати на доставку.
3 грудня 2020 року уряд оголосив про підписання контракту з фармацевтичним консорціумом Pfizer–BioNTech на придбання 3000075 доз вакцини «Комірнаті», юридично закріпивши домовленості, досягнуті у вересні. Уряд зазначив, що поставки здійснюватимуться протягом чотирьох кварталів 2021 року, а контракт набуде чинності з 1 грудня до поставки останньої узгодженої дози.
18 грудня 2020 року уряд оголосив про об'єднання 5 пріоритетних груп вакцинації проти COVID-19, створених міжвідомчою комісією з вакцинації. Було зазначено, що вакцинація груп після першої розпочнеться після повного завершення вакцинації першої групи і так далі. На той час 5 груп представляли 3 мільйони осіб, тобто 80 % населення, старшого 18 років.
15 березня 2021 року уряд повідомив, що підписав додаток до контракту з Pfizer-BioNTech на отримання додаткових 1,092 мільйона доз вакцини, щоб прискорити темпи вакцинації пріоритетних груп. Керівник Національної комісії з надзвичайних ситуацій Александр Соліс зазначив, що дози будуть доставлені цього року. 10 травня 2021 року президент Карлос Альварадо Кесада повідомив про другий додаток до контракту з Pfizer щодо придбання 2000700 додаткових доз вакцини проти COVID-19, в результаті чого загальна кількість доз, які закупить країна, становить 6001125 доз. від цієї компанії, з графіком поставки 100 % від загальної кількості на 2021 рік.
19 квітня 2021 року Коста-Рика розпочала кампанію щеплення вакциною AstraZeneca. Враховуючи суперечки щодо побічних ефектів, пов'язаних з вакциною, на міжнародному рівні, керівники перших установ реагування на пандемію отримали перші дози цієї вакцини як акт прояву довіри до громадян. Міністр охорони здоров'я Даніель Салас, генеральний директор служби охорони здоров'я Прісцилла Еррера Гарсія; виконавчий президент служби охорони здоров'я Роман Макая Хейс; координатор програми імунізації Леандра Абарка Гомес; віце-міністр охорони здоров'я Педро Гонсалес Морера; медичний менеджер служби охорони здоров'я Маріо Руїс Кубільйо; виконавчий президент Національної комісії з надзвичайних ситуацій Александр Соліс Дельгадо; міністр безпеки, Майкл Сото Рохас; координатор програми імунізації міністерства охорони здоров'я Роберто Арроба Тієріно; та менеджер з логістики служби охорони здоров'я Естебан Вега Де Ла О були вакциновані на робочому місці.
На початку пандемії Фонд соціального страхування Коста-Ріки мав лише 24 ліжка інтенсивної терапії. Після кількох збільшень кількості було визначено, що максимальна кількість ліжок у відділеннях інтенсивної терапії становить 354 (+1375 % порівняно з кількістю до пандемії), і що будь-яка цифра вище цього означатиме, що хворі не отримуватимуть належної допомоги.

## Вибір вакцин
Координатор з імунізації міністерства охорони здоров'я країни Роберто Арроба Тієріно пояснив на прес-конференції, що Національна комісія з вакцин визначила 5 критеріїв для оцінки вакцин-кандидатів проти COVID-19, їх кваліфікації та прийняття рішення про закупівлю.
| Тип критерію          | Критерій                                           | 5 балів                                    | 3 бали                | 2 балиs                    | 1 бал                       | 0 балів                                         |
| --------------------- | -------------------------------------------------- | ------------------------------------------ | --------------------- | -------------------------- | --------------------------- | ----------------------------------------------- |
| Науковий              | Вакцина на III стадії клінічних досліджень         | Так                                        | н/в                   | н/в                        | н/в                         | Ні                                              |
| Науковий              | Публікації I та II фази                            | Так                                        | н/в                   | н/в                        | н/в                         | Ні                                              |
| Науковий              | Публікації фази I та II, доступні для консультації | Так                                        | н/в                   | н/в                        | н/в                         | Ні                                              |
| Науковий              | Побічні ефекти вакцини                             | Помірні                                    | Помірні               | н/в                        | Важкі                       | н/в                                             |
| Імунологічні          | Відсоток нейтралізуючих антитіл                    | 96-100 %                                   | 91-95 %               | н/в                        | < 90 %                      | н/в                                             |
| Імунологічні          | Можливість вимірювання ефекторних Т-клітин         | Так                                        | н/в                   | н/в                        | н/в                         | Ні                                              |
| Логістичні            | Необхідний холодовий ланцюг                        | 2 °C — 8 °C                                | Інші умови зберігання | н/в                        | н/в                         | Інші умови зберігання унеможливлюють зберігання |
| Логістичні            | Необхідність відновлення                           | Не потрібна                                | н/в                   | н/в                        | н/в                         | Якщо потрібно                                   |
| Логістичні            | Дата доставки                                      | До або протягом першого кварталу 2021 року | н/в                   | Протягом другого триместру | Протягом третього триместру | Протягом третього кварталу                      |
| Адміністративні       | Попередня оплата бронювання                        | Не має необхідності                        | н/в                   | н/в                        | н/в                         | Необхідно                                       |
| Адміністративні       | Участь вакцини в COVAX                             | Так                                        | н/в                   | н/в                        | н/в                         | Ні                                              |
| Адміністративні       | Екстрене схвалення серйозного регуляторного органу | Так                                        | н/в                   | н/в                        | н/в                         | Ні                                              |
| Ціна                  | Ціна на особу                                      | 2-10 долари                                | 11-20 доларів         | н/в                        | 21-40 dólares               | > 40 доларів                                    |
| Остаточний підрахунок |                                                    | 65 можливих балів                          | 12 можливих балів     | 2 можливі бали             | 4 можливі бали              | 0 можливих балів                                |

Після оцінки найкраще оцінені вакцини, від найвищого до найнижчого, отримали AstraZeneca з 50 балами, Pfizer-BioNTech з 47 балами та Moderna з 43 балами. Останній завадив ціновий фактор, адже вона втричі дорожча за Pfizer.

## Стратегія вакцинації

### Групи ризику
Було встановлено 5 груп ризику та їх відповідну пріоритетність:
- Перша група: медичний персонал, включаючи персонал, який працює в будинках для осіб похилого віку, й особи похилого віку. Повністю вакциновані на 10 травня 2021 року, що відповідає 110 тисяч осіб.
- Друга група: дорослі віком від 58 років і старші, які мають право на легальне проживання в країні. Вона відповідає 848 тисяч осіб, і має прогрес на 10 травня 2021 року на 62 % принаймні однієї дози вакцини.
- Третя група: дорослі віком від 18 до 58 років з факторами ризику (гіпертонія, цукровий діабет, серцево-судинні захворювання, захворювання дихальних шляхів, нирок, ожиріння та інші). Це відповідає 1555798 осіб.
- Четверта група: професори, викладачі та співробітники міністерства народної освіти або приватних навчальних центрів, особи, які перебувають у закладах позбавлення волі, працівники судових органів та працівники екстрених служб 911. Це відповідає 150 тисяч осіб.
- П'ята група: студенти, які навчаються в галузі охорони здоров'я, і техніки, пов'язані з клінічною сферою. Особии віком від 40 до 57 років без факторів ризику, але постійно контактують з населенням. Це відповідає 825 тисяч осіб.

Нарешті, після застосування до цих 5 груп, вакцинацію буде проведено решті населення.
Стратегія за групами ризику була змінена в липні, після чого вакцинували осіб різного віку, тож кількість осіб, які мають бути щеплені, зросла з 3,4 мільйона до 4,2 мільйона.
| Пріоритетна група | Кількість осіб | Населення, що входить до групи | Відсоток представленої цільової групи населення | Примітки |
| ----------------- | -------------- | --- | ----------------------------------------------- | --- |
| 1 група           | ≈110.000       | - Працівники центрів довгострокового догляду та особи похилого віку, які перебувають у закладах. - Працівники служб невідкладного реагування (фонд соціального страхування, міністерство охорони здоров'я, приватний сектор охорони здоров'я, пожежники, Червоний Хрест і поліцейські сили, включаючи рейнджерів національних парків)                                      | 3.14 %                                          | 17 травня 2021 року до цієї групи було включено міські комітети з надзвичайних ситуацій.                                                                       |
| 2 група           | ≈850.000       | - Особи віком від 58 років, з факторами ризику або без них | 24.28 %                                         | |
| 3 група           | ≈1.565.000     | - Особи віком від 18 до 58 років із принаймні одним фактором ризику COVID-19. - Особи з синдромом Дауна. | 44.71 %                                         | Особи з синдромом Дауна включено до цієї пріоритетної групи 7 травня 2021 року.                                                                                |
| 4 група           | ≈150.000       | - Працівники міністерства освіти - Приватний освітній сектор - Персонал центрів комплексного нагляду (в'язниці) - Особи, позбавлені волі - Офіційні особи Національного дитячого фонду - Системні працівники служби 911 - Збірники твердих побутових відходів - Працівники водопровідних та каналізаційних служб                                                           | 4.28 %                                          | 18 травня 2021 року було повідомлено, що особи в цих групах будуть пріоритетними                                                                               |
| 5 група           | ≈825.000       | - Студенти медико-санітарних спеціальностей та відповідні спеціалісти в клінічних галузях - Населення віком від 40 до 57 років без факторів ризику, яке займається діяльністю, пов'язаною з контактом людей або впливом на виробничий сектор (сільське господарство, будівництво, обслуговування клієнтів, ресторани, домашні робітники тощо) - Решта осіб старше 18 років | 23.57 %                                         | Решту осіб старших 18 років спочатку відносили до шостої групи, однак після підписання першого доповнення з Pfizer МОЗ вирішив об'єднати їх із п’'ятою групою. |
| Всього            | ≈3.500.000     | Населення старше 18 років. | 100 %                                           | 100 % |

## Хронологія
23 грудня 2020 року отримано першу партію вакцини Pfizer—BioNTech з 10725 доз. Вакцинальна кампанія розпочалась 24 грудня 2020 року вакцинацією осіб похилого віку та медичного персоналу.
19 квітня 2021 року розпочато щеплення вакциною Oxford-AstraZeneca, перше щеплення цією вакциною отримав міністр охорони здоров'я Даніель Салас Пераса. 43200 доз цієї вакцини спочатку було отримано через ініціативу COVAX, і було домовлено про закупівлю одного мільйона доз вакцини.
Наприкінці квітня 2021 року з'ясувалося, що медичний працівник фонду соціального страхування шахрайським шляхом вводив вакцину в районі Трес-Ріос у Ла-Уніон-де-Картаго. Це полягало в проведенні ін'єкції, але не введенні вакцини. Розслідується, чи були ці невикористані дози пізніше продані третім особам за суми від 25 до 50 тисяч колонів. Фонд аналізував заходи, необхідні для нагляду за 1593 пацієнтами, яких лікував цей працівник. На нього склали протокол і відсторонили від посади із збереженням заробітної плати.
У травні 2021 року завершено вакцинацію групи 1, до якої включено 110 тисяч осіб. Цього місяця країна отримала найбільшу кількість вакцини, понад 500 тисяч доз з різних джерел. Крім того, була змінена програма вакцинації, і тепер потрібно чекати 3 місяці, щоб отримати другу дозу вакцини. Заплановану на 30 червня кількість вакцин перевищено. Уряд США заявив, що має намір пожертвувати 1,5 мільйона доз вакцини Johnson & Johnson, охорона здоров'я Коста-Ріки мобілізовувалася для отримання вакцини.
У липні 2021 року США подарували Коста-Риці 500 тисяч доз вакцини Pfizer. Коста-Ріка розпочала вакцинацію населення старших 30 років з факторами ризику або без них, кількість вакцинованих зросла з 3,4 до 4,2 мільйона осіб. Pfizer здійснив найбільшу досі поставку 250 тисяч доз вакцини.
У серпні 2021 року стратегію вакцинації в країні було оновлено, і тепер усі особи старші 12 років з фактором ризику або без нього могли вакцинуватися, введення других доз значно пришвидшилося, настільки, що країна перейшла від лише 13 % повністю щеплених до 28 % за один місяць.